# Karl XI:s fiskarstuga
Ej att förväxla med Karl XI:s stuga

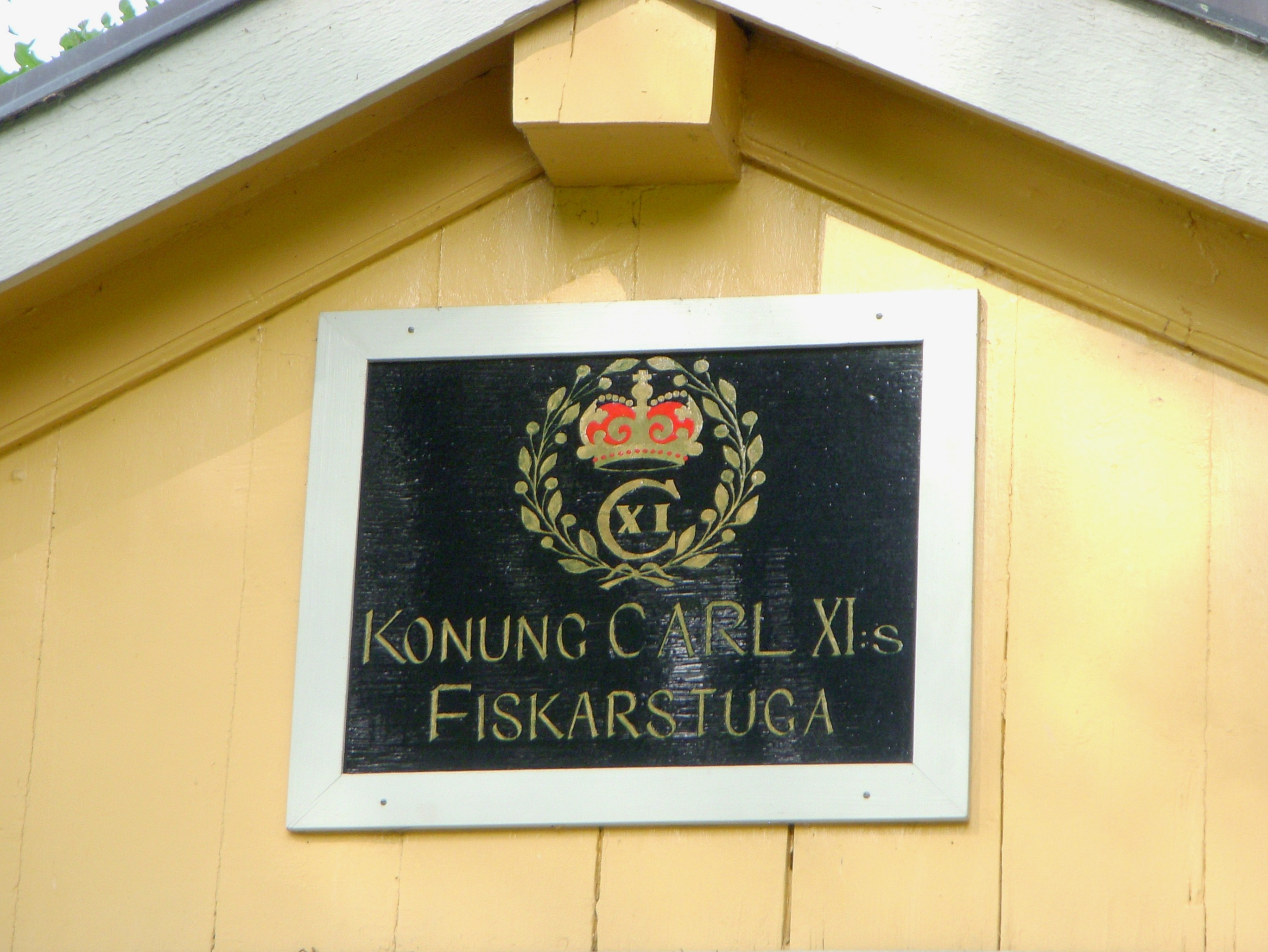
Karl XI:s fiskarstuga

Karl XI:s fiskarstuga är en historisk byggnad vid Norra Fiskartorpsvägen 100 inom Kungliga nationalstadsparken, belägen på Norra Djurgården i Stockholm. Stugan ligger ett hundratal meter väster om Husarviken. Fiskarstugan gav området Fiskartorpet och gatan Fiskartorpsvägen sina namn. Stugan härstammar från 1680-talet och är Djurgårdens äldsta fortfarande existerande byggnad och var, när den uppfördes en av de få byggnaderna inom den inhägnade kungliga jaktmarken Kungliga Djurgården. Huset är sedan 1935 ett skyddat byggnadsminne. Den stora eken som delvis växt in i stugans södra yttervägg kallas Fiskartorpseken eller Karl XI:s ek.

## Historik

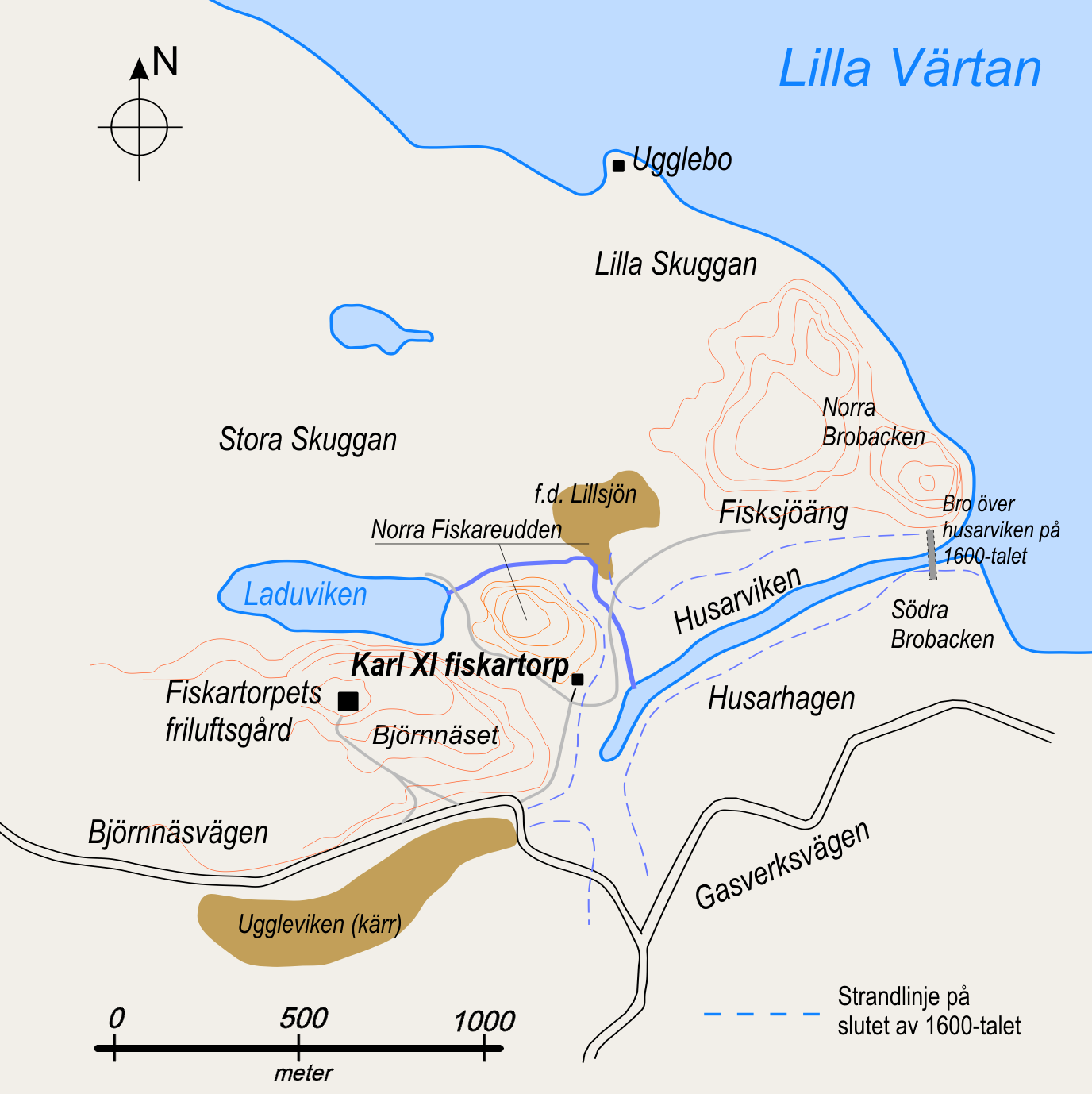
Del av Norra Djurgården.

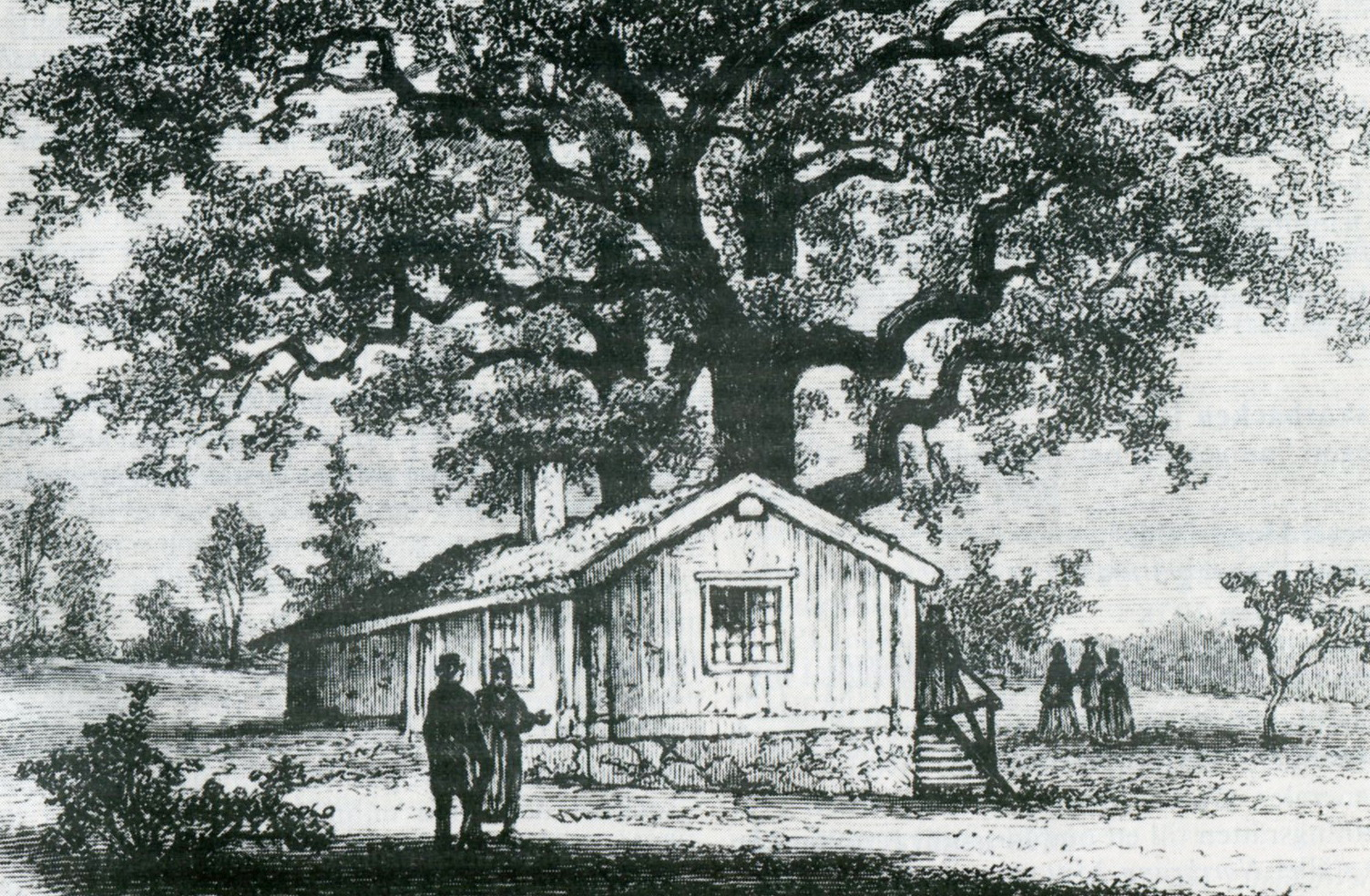
Karl XI:s fiskarstuga omkring 1870.

Karl XI:s lilla fiskarstuga uppfördes på 1680-talet och står fortfarande kvar på den plats där den en gång byggdes. Genom landhöjningen som innebär en höjning på knappt två meter under 330 år, ligger stugan idag långt uppe på land. På Erland Ströms karta från 1779, med ursprung från 1696, är Husarviken, Laduviken, Uggleviken och Lillsjön fortfarande stora grunda havsvikar i direkt förbindelse med Östersjön. Man kan förmoda att vattenområdet på den tiden gav förutsättningar för fiske, även det närbelägna Fisksjöäng tyder på att så var fallet. Karl XI hade alltså inte långt till sina fiskevatten. 
Fiskartorpet blev så småningom bostället för en av djurgårdsvaktarna som började med en enkel värdshusrörelse i stugan. Torpet omnämns i Bellmans epistel 71: Ä'ke det gudomligt, Fiskartorpet! Hvad? Gudomligt att beskåda!, och var ett värdshus som låg vid samma plats som Karl XI:s fiskarstuga, vid Norra Fiskareuddens sydsluttning.
Den enkla, gulmålade träbyggnaden består av två rum, bara det ena är idag sparsamt möblerat med bord och stolar. Byggnaden är en enkel ryggåsstuga med gräsbevuxet torvtak. På gaveln hänger en skylt med texten Konung Carl XI:s Fiskarstuga samt konungens namnchiffer. Torpet har renoverats och är ett statligt byggnadsminne.

## Fiskartorpseken
En stor ek finns intill huset. Trädet kallas Fiskartorpseken eller Karl XI:s ek. Eken har delvis växt in i fasaden och takfoten. Det mäktiga trädet har sitt rotsystem under stugans stengrund, vilket krävt speciell hänsyn vid underhållet av torpet. Eken började växa på platsen ungefär samtidigt som stugan byggdes och borde alltså vara över 330 år gammal. Att det kunde bli så beror på att ekar inom Kungliga nationalstadsparken inte får sågas ner. Den närbelägna Lyells ek blev 1835 tillsammans med Fiskartorpseken viktiga landmärken för den skotske geologen Charles Lyell i samband med beräkningar av den så kallade vattuminskningen, det man numera kallar den postglaciala landhöjningen.

## Bilder

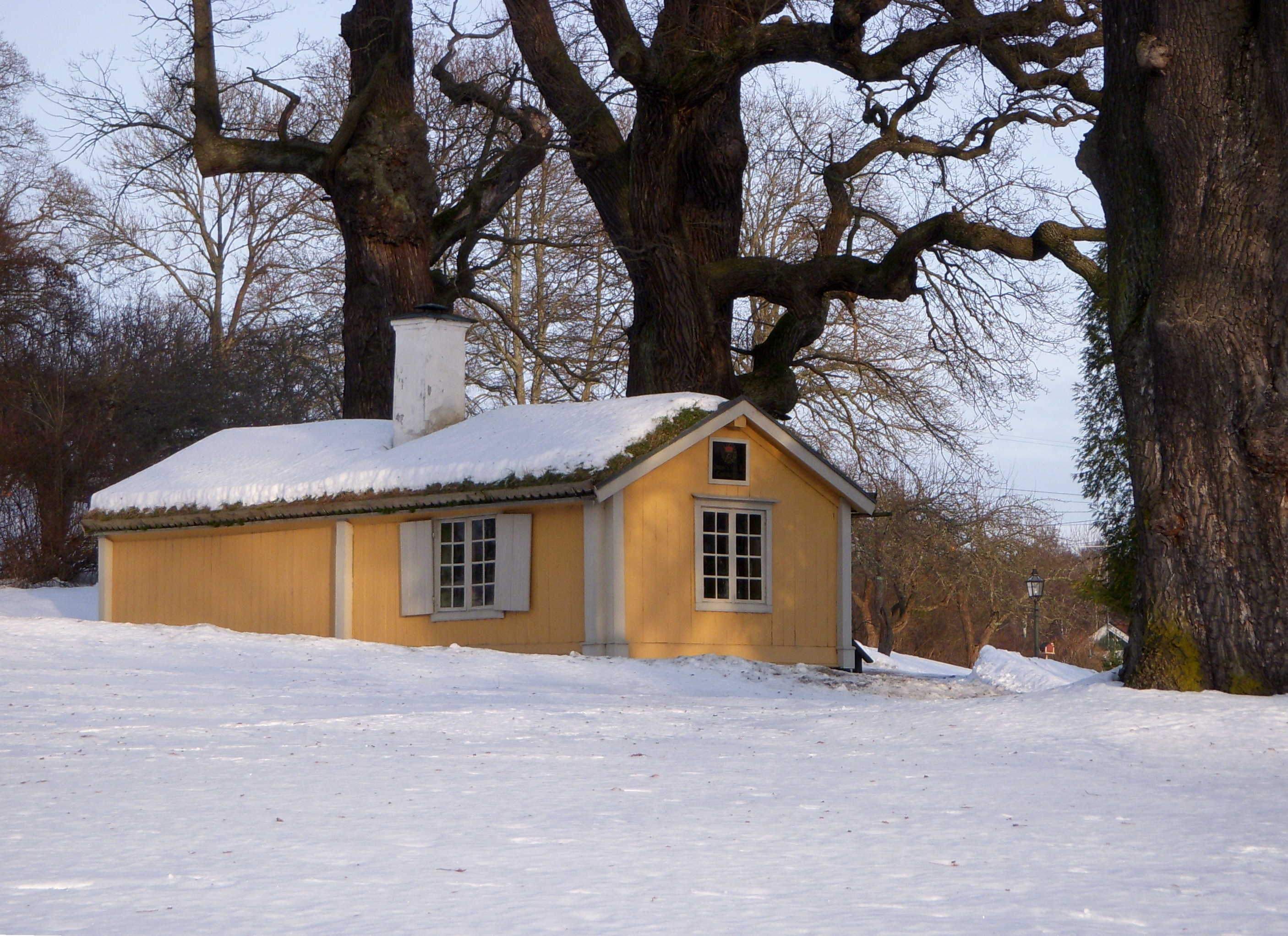
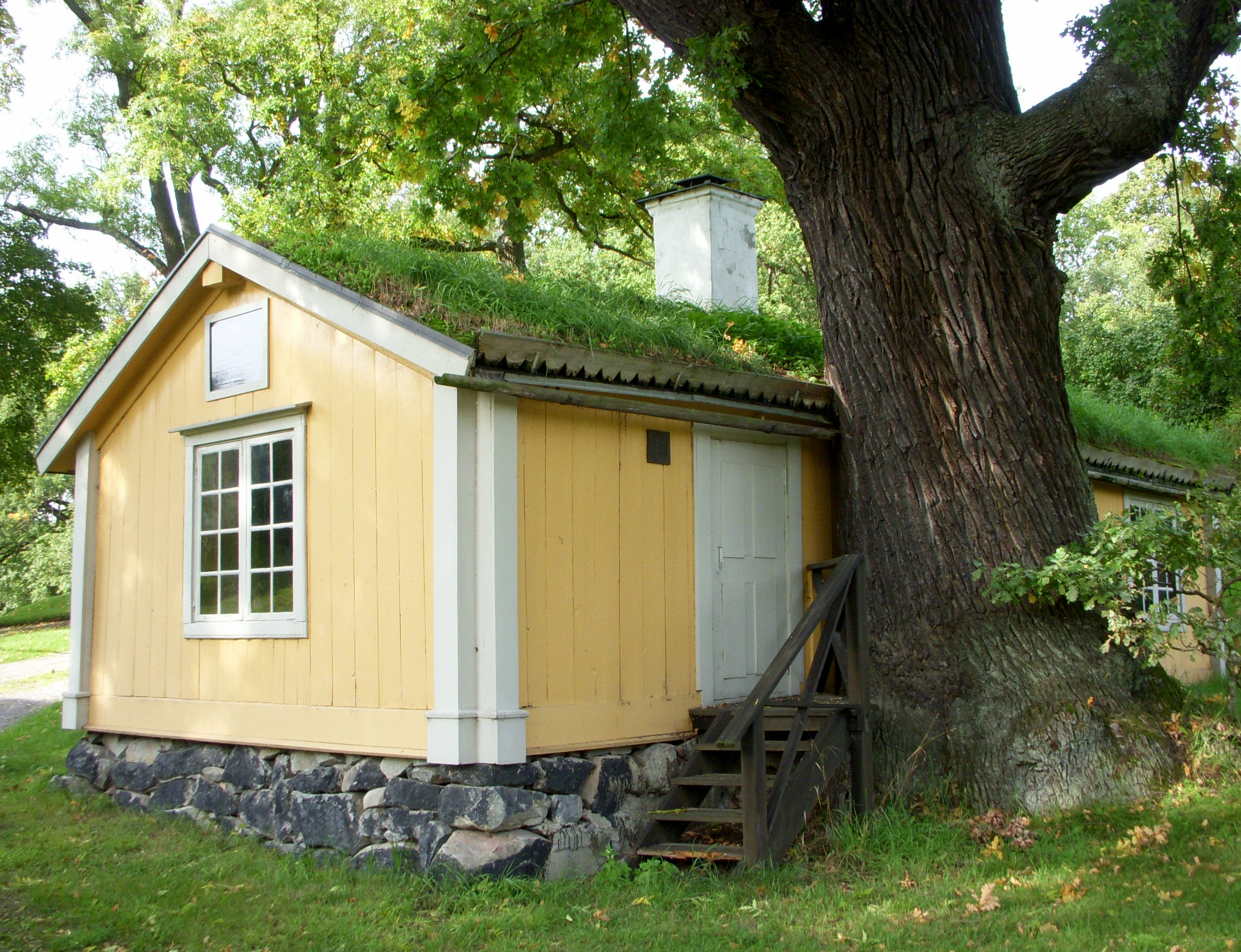
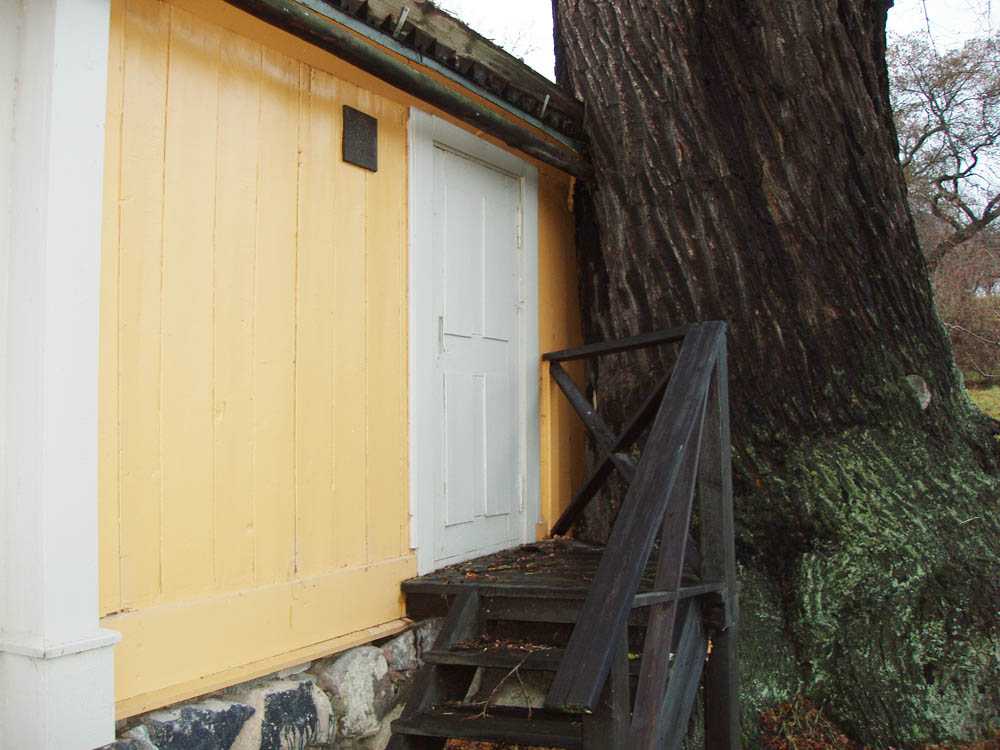
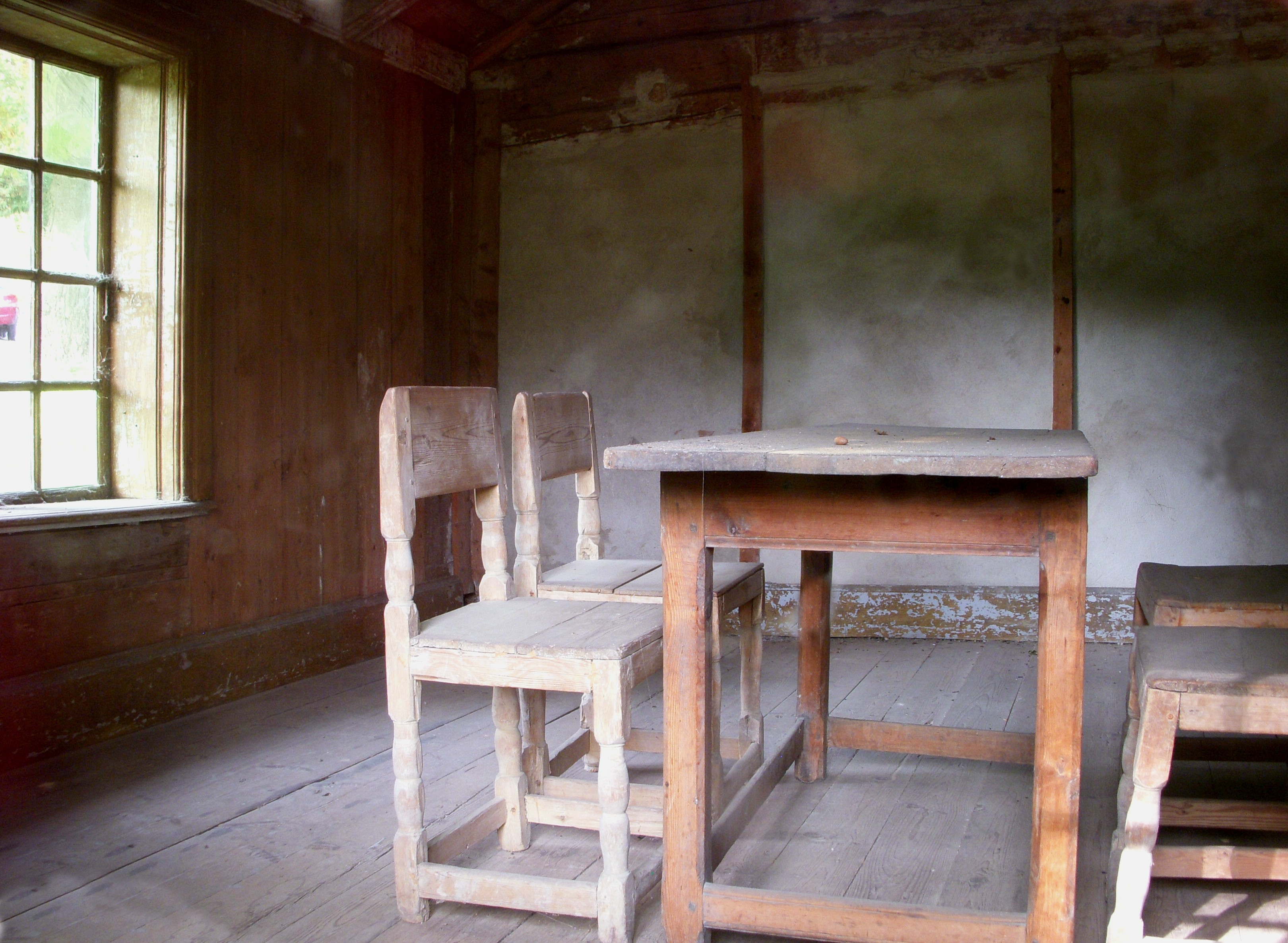